# Ячмінний цукор
Ячмінний цукор (або ячмінна цукерка) — солодощі (тверда цукерка, льодяник), часто жовтого або помаранчевого кольору, які зазвичай виготовляють з екстрактом ячменю, надаючи їм характерного смаку і кольору, кондитерський виріб, як правило, у формі скручених паличок. Первісно використовувався, як лікувальний засіб від кашлю, хрипоти.

## Зміст
Існує щонайменше два різних способи приготування кондитерських виробів, які отримали назву «ячмінний цукор». Нагрівання цукру до 160 °C змушує його плавитись, а потім кристалізуватися, стаючи на поверхні непрозорим через утворення кристалів цукру. При нагріванні до більш високої температури (185 °C) утворюється в'язка рідина, яка при раптовому охолодженні залишається прозорою. Тому назва «ячмінний цукор» не означає одного конкретного способу виробництва або типу цукерок. Деякі сучасні кондитери виготовляють «цукерки з ячменю», не використовуючи ячмінь як складник, а додаючи синтетичні ароматизатори.

## Історія
Цукор до 18 століття сприймався як ліки або прянощі. Перший рецепт ячмінного цукру приписується настоятельці монастиря монахинь-бенедиктинців Елізабет Піду, Море-сюр-Луен. У 1638 році вона поєднала варінням рафінований тростиновий цукор і ячмінний відвар, експериментуючи з лікарськими засобами.
Ячмінний цукор став популярним у французької знаті і був важливим джерелом прибутку для монастиря та всього міста до Французької революції, коли абатство було закрите. Згодом рецепт був переданий більш пізній бенедиктинській громаді, яка повернулась до Море-сюр-Луен. Виробництво ячмінного цукру відновилося знову в 1853 році і тривало до розформування цієї релігійної громади в 1970-х.
У 1970 році рецепт sucre d'orge des Religieuses de Moret був доручений кондитеру Жану Руссо. Руссо та його родина працювали над тим, щоб підтримувати інтерес до його традиційного виробництва. У 1995 в місті Море-сюр-Луен створений єдиний музей історії виробництва ячмінного цукру, Le Musée du Sucre d'Orge. З 2012 року ним керує Муніципальна рада Море-сюр-Луен. Сім'я Руссо продовжувала виготовляти цукерки до 2012 року. Станом на 2012 рік право на виробництво Sucre d'Orge des Religieuses de Moret було передано Des Des Chocolat.
Льодяники sucre d'Orge des Religieuses de Moret часто продавалися у коробках, у формі маленьких трикутників, позначених серцем, хрестом та літерами «RM». Ячмінний цукор також виготовляють у вигляді невеликих спіральних паличок.

## Національні смаки
XVIII та XIX століття ознаменувалися підйомом індустріалізації та збільшенням використання для виробництва цукру буряків, а не тростини. До 1860-х років національні смаки в цукерках змінювалися. В Англії традиційний ячмінний цукор замінили використанням найрізноманітніших ароматів. Термін «ячмінний цукор» стає все більш загальним і включав багато подібних цукрових ласощів. Цукрові солодощі були також популярні в Німеччині, а рецепти їздили до Північної Америки з англійськими, шотландськими та німецькими поселенцями.
Протягом 18 століття для створення фігурних цукерок почали використовувати металеві форми. «Ячмінним цукром» називали і прозорі іграшкові цукерки.

## Рецепт
приготування «ячмінного цукру» приблизно такий. Ячмінь кип'ятіть у воді, процідіть через сито, після чого покладіть у цей відвар рафінований цукор, доведіть масу на вогні до прозорої консистенції, а потім зніміть цукор з вогню, дайте відстоятися, вилийте його на поверхню, змащену олією. Коли маса охолоне, поріжте її на шматки і розтачайте, надавши форму палички.
До 1800-х років різні рецепти «ячмінного цукру» можна було знайти в багатьох кулінарних книгах кондитерських виробів, але більшість цих рецептів не включала ячмінь як інгредієнт. У 1829 році італійський кондитер описує виготовлення «ячмінно-цукрових» крутинок, таблеток і крапель з використанням цукру, лимона, оцту. Рецепт 1850 року використовує цукор, воду та лимон. Рецепт 1880 року використовує цукор, воду та яєчний білок. Деякі рецепти передбачають використання яєчного білка і додавання шафрану для фарбування.